# حزب کمونیست مکزیک
حزب کمونیست مکزیک (به اسپانیایی: Partido Comunista Mexicano‎) یک حزب کمونیست در با ایدوئولوژی مارکسیسم–لنینیسم در مکزیک بود.
این حزب در سال ۱۹۱۷ میلادی توسط ام. ان. روی تاسیس شد و درسال ۱۹۸۱ منحل شد.